# MUSIC (algorithme)
 (juin 2015).
Si vous disposez d'ouvrages ou d'articles de référence ou si vous connaissez des sites web de qualité traitant du thème abordé ici, merci de compléter l'article en donnant les références utiles à sa vérifiabilité et en les liant à la section « Notes et références ».
MUSIC (MUltiple SIgnal Classification), ou classification multiple des signaux, est un algorithme utilisé pour l'estimation de fréquence et la localisation d'émetteurs. Cet algorithme permet de déterminer la direction des signaux incidents sur un réseau de capteurs même lorsque le rapport signal-à-bruit est très faible.

## Présentation
Dans plusieurs problèmes pratiques sur le traitement du signal, le but est d'estimer à partir de mesures un ensemble de paramètres constants dont le signal reçu dépend. Il y a eu plusieurs approches de ces problèmes dont la méthode du maximum de vraisemblance (ML) de Capon (1969), la méthode d'entropie maximale (ME) de Burg, l'algorithme Qu de Meunier, la formation des voies, etc. Même si très souvent utilisées, ces méthodes ont certaines limitations fondamentales (spécialement biais et sensibilité des estimations paramétriques), en grande partie dues à l'utilisation d'un modèle incorrect (par exemple, un modèle autorégressif en lieu d'un ARMA).
Pisarenko (1973) fut un des premiers à exploiter la structure des modèles de données, tout en ramenant dans le contexte de l'estimation des paramètres des sinusoïdes complexes noyées dans un bruit additif avec une approche basée sur la covariance. Schmidt (1977), quand il travaillait pour ESL (maintenant une partie de Northrop Grumman) et indépendamment Bienvenu (1979) ont été les premiers à exploiter le modèle de mesure dans le cas d'un réseau de capteurs de forme arbitraire. Schmidt, particulièrement, a réussi à l'accomplir en dérivant d'abord une solution géométrique complète dans l'absence de bruit, et puis étendant les concepts géométriques pour obtenir une approximation raisonnable de la solution avec la présence de bruit. L'algorithme résultant fut appelé MUSIC (Multiple SIgnal Classification ou Classification de plusieurs signaux), et son étude est très répandue. Dans une évaluation détaillée fondée sur des milliers de simulations, M.I.T.'s Lincoln Laboratory a conclu que, parmi les algorithmes de haute résolution couramment acceptés, MUSIC était le plus prometteur et le premier candidat à mériter une étude plus approfondie et une mise en œuvre. Pourtant, malgré ses avantages substantiels, MUSIC exige un haut coût de calcul (en cherchant sur l'espace des paramètres) et de stockage (des données de calibration).